# Bożena Radajewska
Bożena Radajewska (ur. 13 sierpnia 1942 w Stryjach Paskowych) – polska sadowniczka, pomolog, nauczyciel akademicki, profesor zwyczajny, emerytowany pracownik Uniwersytetu Przyrodniczego w Poznaniu.

## Życiorys
Urodziła się 13 sierpnia 1942 roku w Stryjach Paskowych w powiecie Łask. Studia magisterskie ukończyła w 1965 na Wydziale Ogrodniczym Uniwersytetu Przyrodniczego w Poznaniu. Pracę naukowo-dydaktyczną w Katedrze Sadownictwa podjęła w roku 1978. Stopień naukowy doktora habilitowanego uzyskała w 1987 roku na podstawie monografii pt. Wpływ zabiegów agrotechnicznych na wzrost, plonowanie i przydatność technologiczną owoców. Tytuł profesora uzyskała w roku 2001.

## Działalność naukowa
Główne zainteresowania badawcze to mrozoodporność upraw sadowniczych, brzoskwinie – technologia uprawy, uprawy sadownicze pod osłonami, sterowana uprawa truskawki, introdukcja cennych odmian roślin sadowniczych, w ostatnich latach moreli. Odbyła staż naukowy na Uniwersytecie Cornella w USA. Kierowała 2 grantami.
Jej dorobek naukowy obejmuje między innymi 60 prac naukowych i 44 prace konferencyjne, a także autorstwo i współautorstwo 7 książek, między innymi takich jak:
1. Radajewska B. 1998. Uprawy sadownicze pod osłonami. PWRiL. ss 131;
2. Radajewska B. 2005. Brzoskwinia, nektaryna twardka i morela. PWRiL. ss 120.

Działalność dydaktyczna obejmowała prowadzenie wykładów i ćwiczeń z zakresu sadownictwa, uprawy krzewów jagodowych, sterowanej uprawy truskawki na studiach stacjonarnych i niestacjonarnych. Wypromowała 2 doktorów, 50 magistrów.
	Profesor Bożena Radajewska była wieloletnim członkiem Stowarzyszenia Naukowo-Technicznego Inżynierów i Techników Ogrodnictwa, International Society for Horticultural Science i Polskiego Towarzystwa Nauk Ogrodniczych. Uzyskała Nagrodę Ministra Edukacji Narodowej oraz liczne nagrody Rektora.
Na emeryturę przeszła w roku 2012.